# 萨温卡农村居民点
萨温卡农村居民点（俄语：Савинское сельское поселение）是俄罗斯联邦伏尔加格勒州帕拉索夫卡区所属的一个农村居民点。其下辖有7个居民点，行政中心为萨温卡。据2016年统计，该农村居民点的人口为4124人。